# Správní obvod obce s rozšířenou působností Mělník
Správní obvod obce s rozšířenou působností Mělník je od 1. ledna 2003 jedním ze tří správních obvodů rozšířené působnosti obcí v okrese Mělník ve Středočeském kraji. Čítá 39 obcí.
Města Mělník a Mšeno jsou obcemi s pověřeným obecním úřadem.

## Seznam obcí
Poznámka: Města jsou vyznačena tučně.
- Býkev
- Byšice
- Cítov
- Čečelice
- Dobřeň
- Dolní Beřkovice
- Dolní Zimoř
- Horní Počaply
- Hořín
- Hostín
- Chorušice
- Jeviněves
- Kadlín
- Kanina
- Kly
- Kokořín
- Lhotka
- Liběchov
- Liblice
- Lobeč
- Lužec nad Vltavou
- Malý Újezd
- Medonosy
- Mělnické Vtelno
- Mělník
- Mšeno
- Nebužely
- Nosálov
- Řepín
- Spomyšl
- Stránka
- Střemy
- Tuhaň
- Tupadly
- Velký Borek
- Vidim
- Vraňany
- Vysoká
- Želízy

## Obyvatelstvo
| Rok  | Obyv.  | ± %    |
| ---- | ------ | ------ |
| 1869 | 39 193 | —      |
| 1880 | 41 319 | +5,4 % |
| 1890 | 42 502 | +2,9 % |
| 1900 | 42 902 | +0,9 % |
| 1910 | 43 986 | +2,5 % |

| Rok  | Obyv.  | ± %     |
| ---- | ------ | ------- |
| 1921 | 44 823 | +1,9 %  |
| 1930 | 46 856 | +4,5 %  |
| 1950 | 38 600 | −17,6 % |
| 1961 | 39 822 | +3,2 %  |
| 1970 | 41 351 | +3,8 %  |

| Rok  | Obyv.  | ± %    |
| ---- | ------ | ------ |
| 1980 | 42 517 | +2,8 % |
| 1991 | 40 397 | −5 %   |
| 2001 | 40 202 | −0,5 % |
| 2011 | 43 092 | +7,2 % |
| 2021 | 44 732 | +3,8 % |